# Стильбанс, Лазарь Соломонович
Лазарь Соломонович Стильбанс (4 июня 1917 года, Минск — 1988 год) — физик, участник ВОВ, лауреат премии имени А. Ф. Иоффе.

## Биография
Родился 4 июня 1917 года в Минске.
В 1939 году окончил физико-механический факультет Ленинградского политехнического института, специальность «экспериментальная физика».
До войны работал на Ленинградском заводе № 212 инженером-исследователем и активно участвовал в разработке индукционных следящих систем для оборонной техники.

### Участие в ВОВ
В начале Великой Отечественной войны, будучи работником завода, 4 июля 1941 года вступил в Народное ополчение.
Участвовал в боях под Харьковом, обороне Сталинграда, освобождении Украины.
С августа 1944 года до окончания войны участвовал в освобождении оккупированных фашистами территорий Румынии, Болгарии, Венгрии, Югославии и Чехословакии.
Служил в звании гвардии капитана на должности помощника начальника связи 4-го гвардейского (Сталинградского) механизированного корпуса.
Службу закончил в Австрии в апреле 1946 года и был демобилизован.

### Послевоенная карьера
В 1946 году пришел на работу в Физико-технический институт.
В 1946—1948 гг. принимал участие в пуске циклотрона ЛФТИ. Соратник академика А. Ф. Иоффе и профессора Ю. П. Маслаковца по разработке и исследованию полупроводниковых термоэлементов.
В 1949—1951 гг. впервые в мире под его руководством были предложены и разработаны лабораторные модели холодильников, имеющих КПД более 13 %.
С успехом занимался экспериментальным подтверждением разработанной А. Ф. Иоффе теории термоэлектрического охлаждения.
В 1952 году защитил кандидатскую диссертацию и перешел с А. Ф. Иоффе и другими сотрудниками во вновь созданную А. Ф. Иоффе Лабораторию полупроводников, которая после 1954 года стала Институтом.
В 1955 году был утвержден в должности заведующего лабораторией физики термоэлементов Института полупроводников АН СССР.
В 1956 г. в соавторстве с А. Ф. Иоффе и другими авторами вышла в печати монография «Термоэлектрическое охлаждение», которая потом была переиздана в Англии, Франции, Японии.
Абрам Федорович Иоффе в отзыве на докторскую диссертацию (была защищена в 1961 году, уже после смерти А. Ф. Иоффе) Л. С. Стильбанса писал:
«В диссертации заключено такое богатство новых идей и новых результатов, какое редко встречается в одной работе. Здесь изложена новая область знания и новая область техники, которых не существовало ранее и которые стали достоянием мировой науки и техники.»
Много лет читал курс лекций по физике на кафедре технической электроники Ленинградского политехнического института. Данный курс обобщен в монографии «Физика полупроводников».
Умер в 1988 году.

## Награды
- Орден Красной Звезды (1944)
- Югославский орден Партизанской звезды (1945)
- Медаль «За оборону Сталинграда»
- Медаль «За освобождение Белграда»
- Премия имени А. Ф. Иоффе (1975) — за исследования термоэлектрических явлений в полупроводниках

Награждён 9 медалями.